# عبد الله بن محمد الفرهاذاني
أبو محمد، عبد الله بن محمد بن سيار الفرهاذاني، وفَرْهَاذَان من قرى نسا بخراسان، ويقال فيه: الفرهياني، النسائي، من أئمة الحديث وهو ثقة ثبت، وهو رفيق النسائي، وكان ذا رحلة واسعة، وعلوم نافعة. قال ابن عدي: كان ذا بصر بالرجال، وكان من الأثبات. توفي سنة نيف وثلاثمائة.

## روايته للحديث النبوي
- سمع: هشام بن عمار، وقتيبة بن سعيد، وأبا كريب، ودحيما، ومحمد بن وزير، وحرملة بن يحيى، وعبد الملك بن شعيب، وطبقتهم.
- حدث عنه: أبو بكر محمد بن الحسين النقاش المفسر، وأبو أحمد بن عدي، وأبو بكر الإسماعيلي، وبشر بن أحمد الإسفراييني، وأبو عمرو بن حمدان وجماعة.[3]
- الجرح والتعديل: قال أبو بكر الإسماعيلي: «الحافظ الثقة الثبت».، وقال عبد الحي بن العماد الحنبلي: «كان عالما خيرا من الأثبات».[2]